# Казавитола (Фрозиноне)
Казавитола је насеље у Италији у округу Фрозиноне, региону Лацио.
Према процени из 2011. у насељу је живело 842 становника. Насеље се налази на надморској висини од 223 м.